# André-Louis Debierne

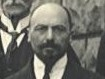
Debierne jako uczestnik kongresu Solvaya (1922)

André-Louis Debierne (ur. 14 lipca 1874 w Paryżu, zm. 31 sierpnia 1949 w Paryżu) – francuski chemik i fizyk, współpracownik Marii i Pierre’a Curie.

## Życiorys
Uczył się w École Supérieure de Physique et de Chimie. Studiował pod kierunkiem Charles’a Friedela. Był przyjacielem i współpracownikiem Marii Skłodowskiej-Curie oraz Pierre’a Curie. Od 1935 do 1946 kierował Instytutem Radowym (Institut Curie). Zajmował się radioaktywnością, pracował nad uranem, radem i radonem, a w 1899 wykrył aktyn.